# Mercuria similis
Mercuria similis е вид коремоного от семейство Hydrobiidae.

## Разпространение
Видът е разпространен в Алжир, Италия (Сицилия), Малта, Мароко, Тунис и Франция.